# Narrens uppdrag
Narrens uppdrag (originaltitel Fool's Errand) är del ett i en serie skriven av Robin Hobb, utgiven i svensk översättning 2003. Serien Gyllene mannen består av tre delar: Narrens uppdrag, (Fool's Errand) 
Narrens hemlighet (Golden Fool) och Narrens öde (Fool's Fate).

## Handling
I den här boken får vi återigen följa Ridderligs son. Det har gått 15 år sedan slutet av rödskeppskriget och sonen har nu sökt sig en friplats i en stuga i skogen långt bort ifrån Bockborgen. Hans varg Nattöga är fortfarande i livet fast att han nu är gammal. Sonen besitter fortfarande båda sina magier, färdigheten och klokheten. Dock använder han sig sällan av färdigheten, Fjärrskådarnas magi, då han lever ett stillsamt liv tillsammans med sin varg. Men sonen har även en pojke boende hos sig. Denne kallas för Bes och är oäkta son till en Utökvinna som inte ville ha honom. Bes vet inte vem sonen som nu kallar sig Tom Grävlingstrimma varit. Han vet inte heller att sonen har färdigheten och klokheten. En dag får sonen besök av sin gamle läromästare Chade Fallstjärna som vill ha tillbaka honom till Bockborgen för att få tillbaka drottning Kettrickens son, prins Trofast. Sonen vägrar att följa med Chade och denne reser tillbaka till borgen. Men en kort tid senare får sonen ett nytt besök av sin gamle vän Narren. Narren stannar kvar hos sonen en tid och övertygar denne att följa med till Bockborgen. Han ser även till att Bes får gå i lära hos en mästersnickare. Tyvärr blir inte Ridderligs sons återkomst till Bockborgen lika enkel som den till en början verkat...